# Gladiolus taubertianus
Gladiolus taubertianus är en irisväxtart som beskrevs av Rudolf Schlechter. Gladiolus taubertianus ingår i släktet sabelliljor, och familjen irisväxter. Inga underarter finns listade i Catalogue of Life.